# تپه آسباد
تپه آسباد مربوط به سده‌های متأخر دوران‌های تاریخی پس از اسلام است و در شهرستان تربت جام، بخش بوژگان، دهستان هریرود، ضلع شمالی روستای رباط واقع شده و این اثر در تاریخ ۳ خرداد ۱۳۸۶ با شمارهٔ ثبت ۱۹۲۰۱ به‌عنوان یکی از آثار ملی ایران به ثبت رسیده است.